# Neocorynura icosi
Neocorynura icosi är en biart som först beskrevs av Joseph Vachal 1904.  Neocorynura icosi ingår i släktet Neocorynura, och familjen vägbin. Inga underarter finns listade i Catalogue of Life.